# Új-zélandiak
Az új-zélandiak (maori nyelven: Tāngata Aotearoa), vagy közismert nevükön a kivik Új-Zéland lakosai, akiket összeköt a közös történelem, a kultúra és a nyelv, ami az angol új-zélandi változata. A különböző etnikumú és nemzetiségű emberek jogilag Új-Zéland állampolgárai. 
Új-Zéland őslakosai eredetileg a maorik, de a 19. századtól a tömeges bevándorlásnak köszönhetően az európaiak kerültek túlsúlyba, akik elsősorban Nagy-Britanniából érkeztek (angolok, írek, skótok, walesiek). Új-Zéland becsült népessége 2022-ben mintegy 5,1 millió fő. Napjainkban a népesség etnikai összetétele változóban van, köszönhetően a bevándorlásnak, illetve a vegyes házasságoknak és a magas születésszámoknak. Az őslakos maori, az ázsiai és az óceániai térségből származó emberek csoportjai nagyobb számban növekednek, mint az európai gyökerekkel rendelkező népesség. A lakosság nagyjából 25%-a nem az országban született.
Bár az új-zélandiak nagy része Új-Zélandon él, de jelentős a diaszpóra is. A 2013-as népszámlálás alapján 750 ezer új-zélandi élt az ország határain kívül, közülük 640 ezren a közeli Ausztráliában. Az új-zélandiak további közösségei leginkább angol nyelvű országokban, főképp az Egyesült Királyságban, az Egyesült Államokban és Kanadában élnek, de kisebb számban megtalálhatóak más országokban is.
Az új-zélandi kultúra alapvetően nyugati, melyet az ország egyedi környezete, földrajzi elszigeteltsége, a maori kultúra és a brit gyarmatosítással hozott kultúra is befolyásolt.

## Származás és etnikai összetétel
| 1961-es új-zélandi népszámlálás              | 1961-es új-zélandi népszámlálás | 1961-es új-zélandi népszámlálás | 1961-es új-zélandi népszámlálás |                          |                          |
| Etnikai csoport                              | Népesség                        | Arány a népességen belül        | Arány a népességen belül        | Arány a népességen belül | Arány a népességen belül |
| -------------------------------------------- | ------------------------------- | ------------------------------- | ------------------------------- | ------------------------ | ------------------------ |
| Európaiak                                    | 2 216 886                       | 91,8%                           |                                 |                          |                          |
| Maorik                                       | 167 086                         | 6,9%                            |                                 |                          |                          |
| Egyéb                                        | 31 012                          | 1,3%                            |                                 |                          |                          |
| Összesen                                     | 2 414 984                       | 100%                            |                                 |                          |                          |
| 2013-as új-zélandi népszámlálás              |                                 |                                 |                                 |                          |                          |
| Etnikai csoport                              | Népesség                        | Arány a népességen belül        | Arány a népességen belül        | Arány a népességen belül | Arány a népességen belül |
| Európaiak                                    | 2 969 391                       | 74%                             |                                 |                          |                          |
| Maorik                                       | 598 602                         | 14,9%                           |                                 |                          |                          |
| Ázsiaiak                                     | 471 708                         | 11,8%                           |                                 |                          |                          |
| Óceániaiak                                   | 295 941                         | 7,4%                            |                                 |                          |                          |
| Közel-keletiek, latina-amerikaiak, afrikaiak | 46 956                          | 1,2%                            |                                 |                          |                          |
| Egyéb                                        | 67 752                          | 1,7%                            |                                 |                          |                          |
| Összesen                                     | 4 242 048                       | 100%                            |                                 |                          |                          |